# Ignazio Gadaleta

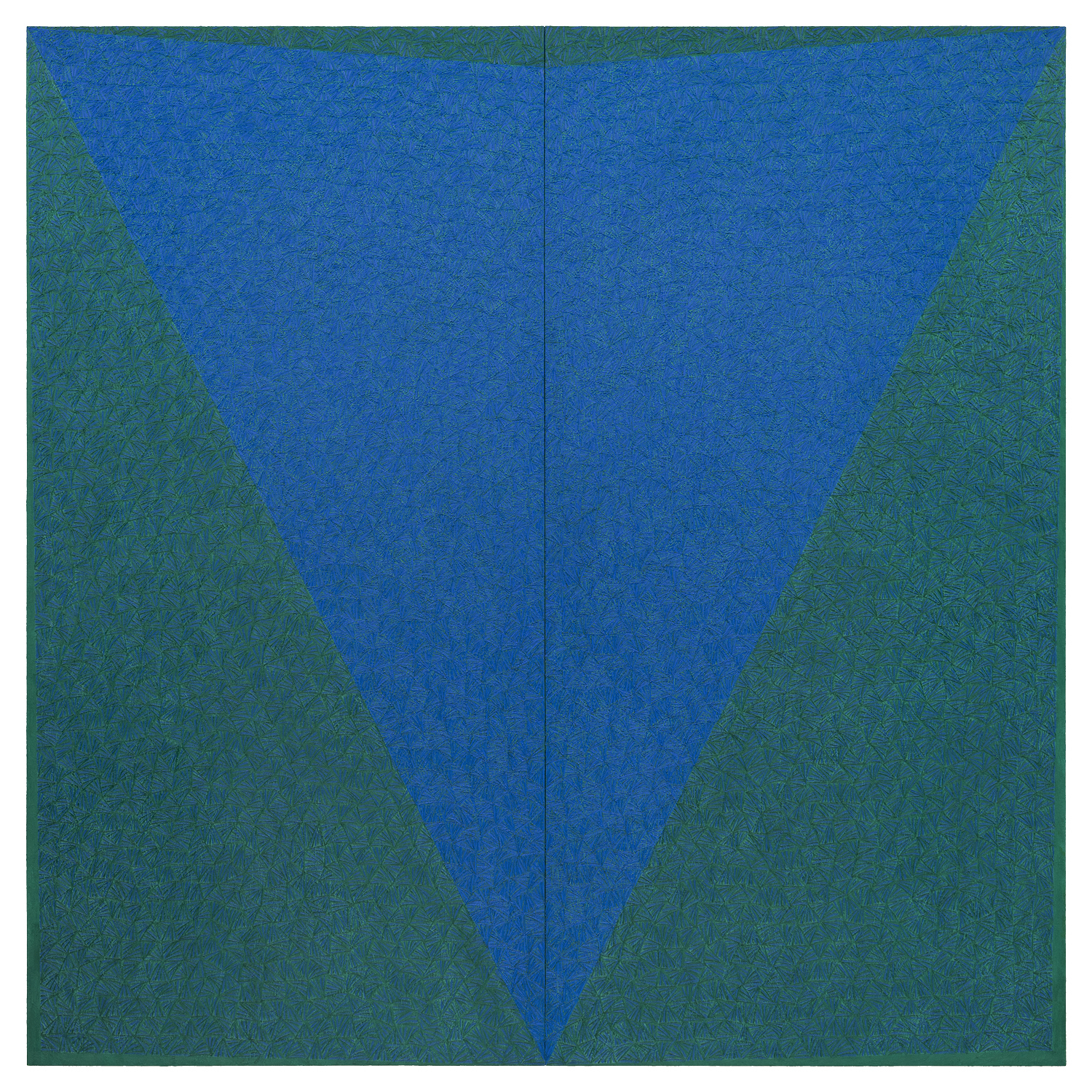
Assunzione

Ignazio Gadaleta (Molfetta, 1958) è un pittore italiano.

## Biografia
Già professore di prima fascia di Pittura nell'Accademia di Belle Arti di Brera, nel 1977 tiene la sua prima mostra personale alla Galleria La Medusa di Molfetta. 
Dagli anni ottanta pratica la pittura aniconica e dal 2002 evolve decisamente la sua operatività nell'estensione della dimensione ambientale con i suoi punti-pittura. 
Dapprima operante in Puglia, nel 1990 si trasferisce a Roma e nel 2005 a Milano.

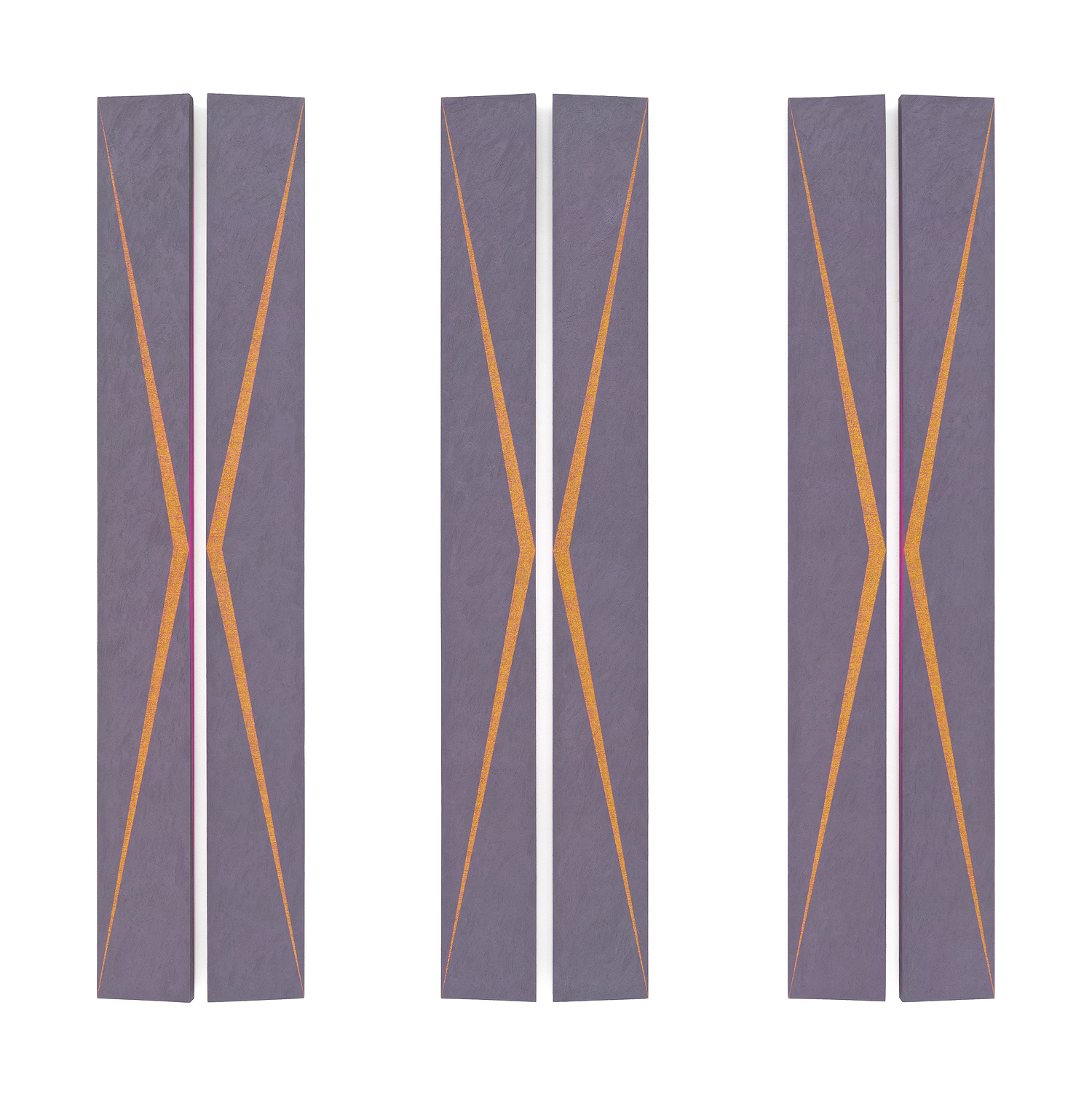
Irradianti

## Mostre
A Roma ha esposto in diverse mostre istituzionali fra le quali: XI Quadriennale di Roma, Palazzo dei Congressi, Roma, 1986; Lavori in corso 5, Galleria Comunale d'Arte Moderna e contemporanea, Roma, 1998; XIV Quadriennale di Roma. Fuori Tema, Galleria Nazionale d'Arte Moderna, Roma, 2005. È stato invitato a diverse rassegne storiche nazionali fra cui: Colore-Struttura. Una linea Italiana 1945/90, Palazzo Pretorio, Prato, Palazzo Atti, Todi, 1990; A sud dell'Arte, Fiera del Levante, Bari, 1991; Arte Italiana. Ultimi quarant'anni. Pittura aniconica, Galleria d'Arte Moderna, Bologna, 1998; Riferimenti forti nel Secondo Novecento italiano, Palazzo Davalos, Vasto, 2002.
Ha realizzato Virtuali. Lux Siciliae (mezzogiorno – mezzanotte), 2000-01, nel Nuovo Palazzo di Giustizia per il Comune di Palermo.

## Premi
- Premio Lubiam, Sabbioneta (MN), 1977;

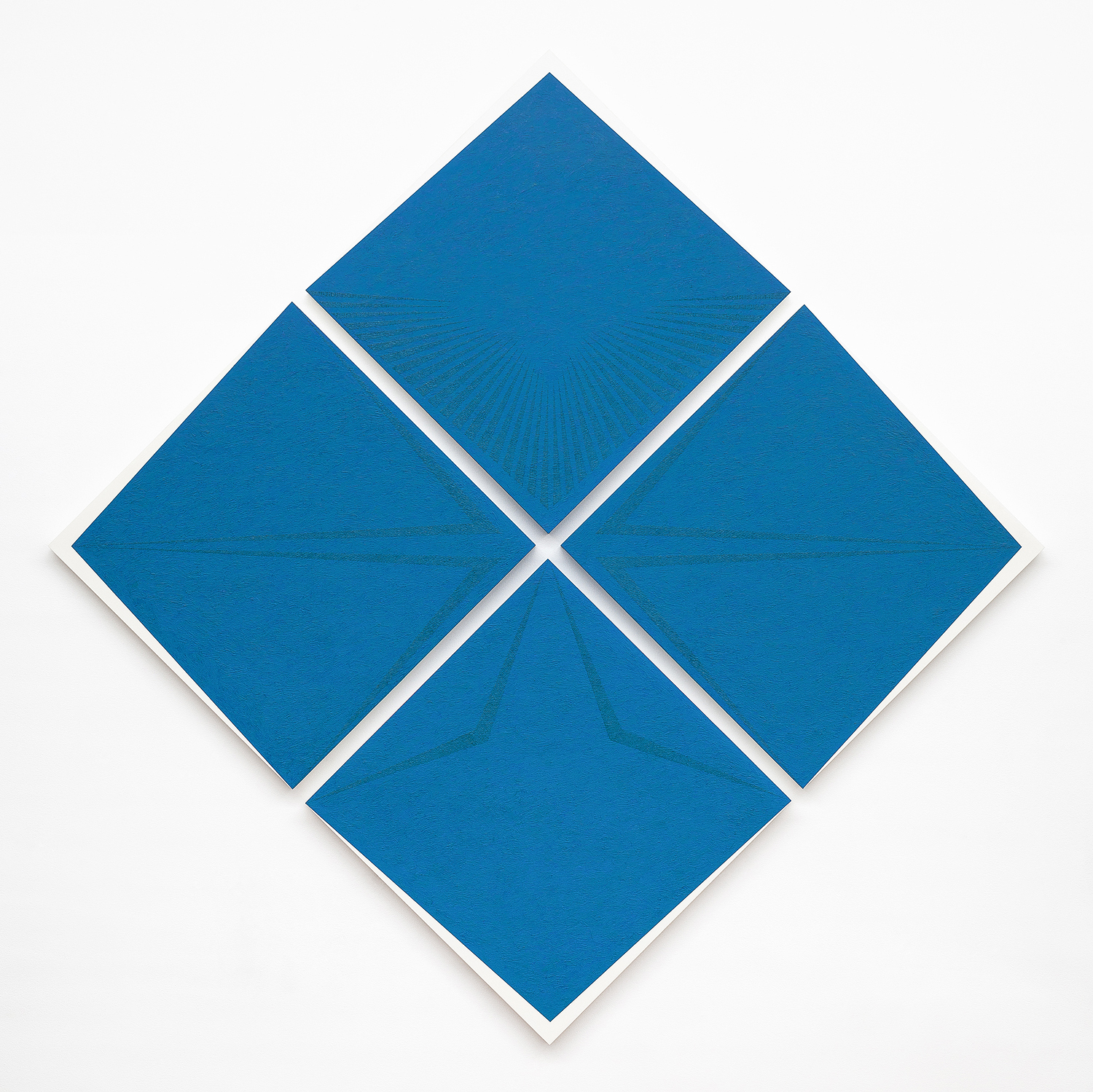
Virtuali

- Virtuali, 1993  olio su tavola, 203 x 203 x 3,5 cm | Bologna, MAMbo - Museo d'Arte ModernaPremio Michetti, Francavilla al Mare (CH), 1986;
- Premio Scipione, Macerata, 2002;
- L'altro premio, Molfetta, 2004.

## Pubblicazioni
- Ignazio Gadaleta, Variabili e contraddizioni percettive della forma., dall'opera d'arte ambientata all'arte ambientale, in Progetto & multisensorialità. Come gli oggetti sono e come ci appaiono, Milano, Franco Angeli, 2010
- Ignazio Gadaleta, Supervirtualità. La pittura oltre la pittura, in Brera Academy virtual lab, Milano, Franco Angeli, 2010
- Ignazio Gadaleta (a cura di), Dialoghi di colore, Roma, Gangemi Editore International, 2016
- Ignazio Gadaleta, PUNTI E FILAMENTI DI COLORE nella pittura italiana dal Divisionismo a oggi, Cinisello Balsamo, Silvana Editoriale, 2018
- Ignazio Gadaleta, Brera all’altezza dei nostri sguardi, Marsilio, Venezia 2019

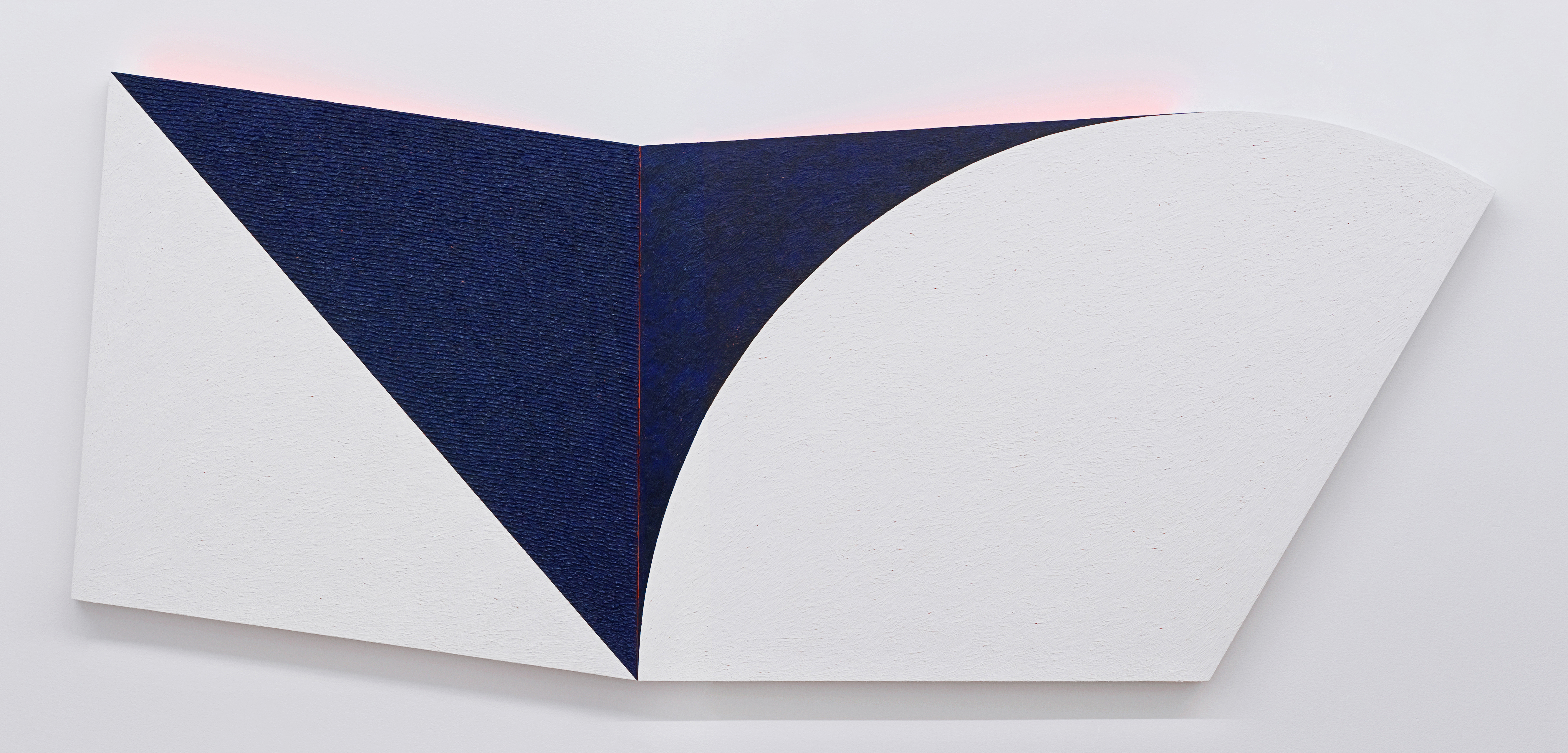
Virtuali (da e per la Jonica)

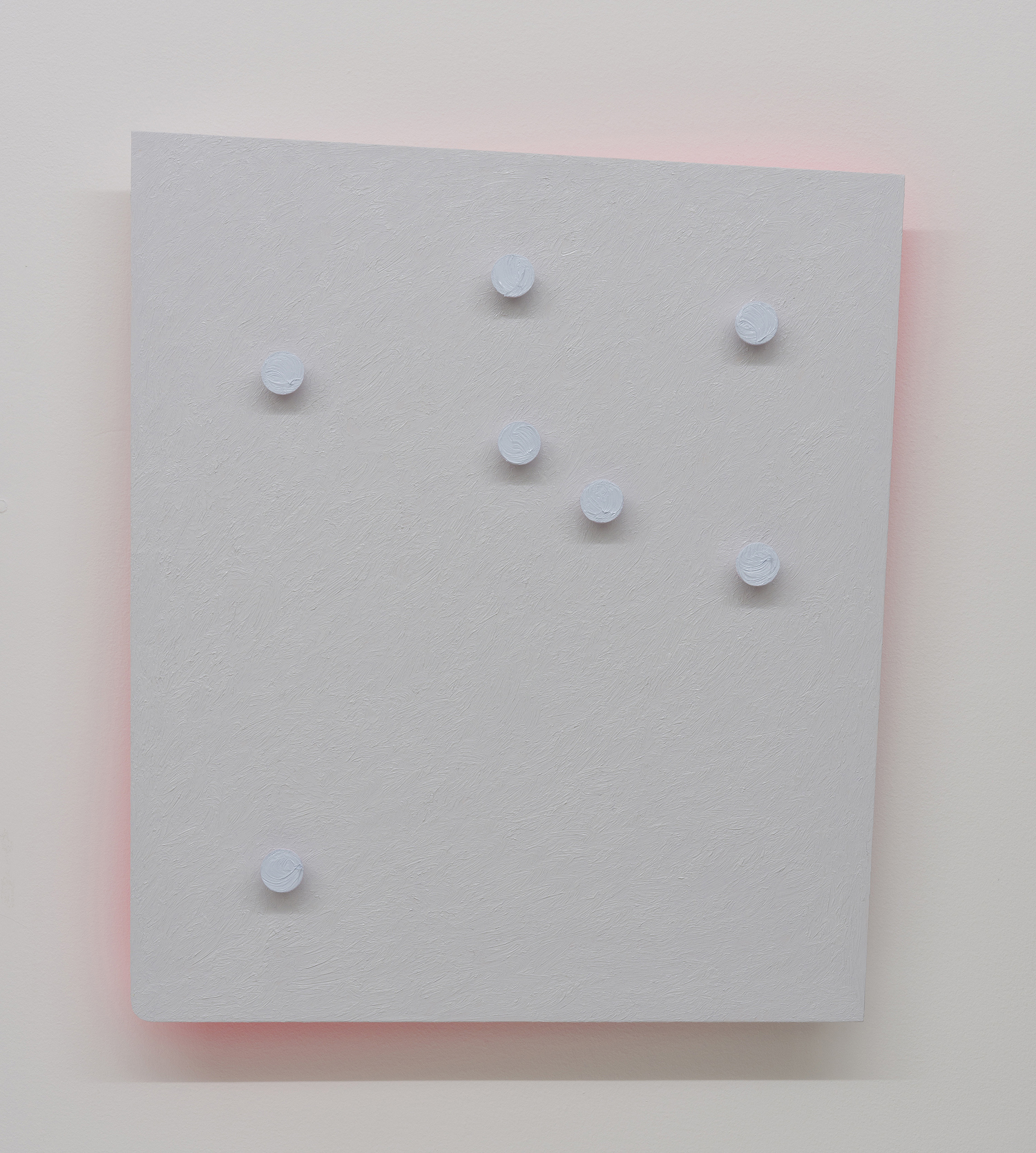
Sette punti celesti